# Basses de l'Estany Negre
Basses de l'Estany Negre är en sjö i Andorra. Den ligger i parroquian La Massana, i den västra delen av landet. Basses de l'Estany Negre ligger 2 584 meter över havet. Den högsta punkten i närheten är 2 897 meter över havet, 1,0 kilometer nordost om Basses de l'Estany Negre.
Nära Basses de l'Estany Negre finns:
- bergstopparna Agulla de Baiau och Pic de Baiau
- sjön Estany Negre